# 高岡町高浜
高岡町高浜（たかおかちょうたかはま）は、宮崎県宮崎市の地名。高岡地域自治区に属している。郵便番号は880-2215。

## 地理
宮崎市の北西部、旧高岡町の中部に位置する。大淀川が地区を南北に分けるが、主な集落は川の南岸にあたる。梅の名所である「月知梅」や、銘菓「長饅頭」が特産として知られる。
高岡町飯田、高岡町浦之名、高岡町内山、高岡町五町、高岡町小山田と接する。

## 地名の由来
当地では海底にあった水成岩層がみられており、奥地にできた「はま」という意味から、土地の成り立ちから付いた地名と考えられている。

## 歴史
- 明治22年（1889年）5月1日 - 町村制の施行により旧高浜村を含め高岡村が発足。
- 大正9年（1920年）4月1日 - 高岡村が町制施行して高岡町となる。
- 昭和30年（1955年）4月1日 - 高岡町・穆佐村が合併し、改めて高岡町が発足
- 平成18年（2006年）1月1日 - 高岡町が宮崎市に編入。

## 世帯数と人口
2023年（令和5年）4月1日現在の世帯数と人口は以下の通りである。
| 町丁       | 世帯数  | 人口  |
| ---------- | ------- | ----- |
| 高岡町高浜 | 404世帯 | 841人 |

## 小・中学校の学区
市立小・中学校に通う場合、学区は以下の通りとなる。
| 町名       | 小学校             | 中学校             |
| ---------- | ------------------ | ------------------ |
| 高岡町高浜 | 宮崎市立高岡小学校 | 宮崎市立高岡中学校 |

## 交通

### バス
宮交グループの運営するバスが営業している。

### 道路
- 国道10号
- 宮崎県道28号日南高岡線
- 宮崎県道359号赤谷橋山線

## 施設
- 月知梅
- 長饅頭